# Frederik IX van Denemarken
Christiaan Frederik Frans Michaël Karel Waldemar George (Sorgenfri, 11 maart 1899 – Kopenhagen, 14 januari 1972) was van 1947 tot 1972 koning van Denemarken. Hij was de oudste zoon van koning Christiaan X van Denemarken en Alexandrine Augusta van Mecklenburg-Schwerin. Zijn grootvader was een broer van de Nederlandse prinsgemaal Hendrik, en daarmee was Frederik een achterneef van prinses Beatrix.
In 1922 verloofde de kroonprins zich met de Griekse prinses Olga, maar de verloving hield geen stand. Het zou nog tot 1935 duren tot hij zich verloofde met de Zweedse prinses Ingrid, dochter van kroonprins Gustaaf VI Adolf en kroonprinses Margaretha. Het paar trouwde op 24 mei 1935 en kreeg drie kinderen:
- Margrethe (16 april 1940), trouwde met graaf Henri de Monpezat
- Benedikte (29 april 1944), trouwde met prins Richard zu Sayn-Wittgenstein-Berleburg
- Anne Marie (30 augustus 1946), trouwde met Constantijn II van Griekenland

Hij overleed in het stedelijk ziekenhuis van Kopenhagen aan de gevolgen van een longontsteking en een hartaanval.

## Kwartierstaat (voorouders)
| Christiaan IX van Denemarken (1818-1906) | Christiaan IX van Denemarken (1818-1906) | Christiaan IX van Denemarken (1818-1906) | Christiaan IX van Denemarken (1818-1906) | Christiaan IX van Denemarken (1818-1906) | Christiaan IX van Denemarken (1818-1906) | Louise van Hessen-Kassel (1817-1898)     | Louise van Hessen-Kassel (1817-1898)     | Louise van Hessen-Kassel (1817-1898)     | Louise van Hessen-Kassel (1817-1898)     | Louise van Hessen-Kassel (1817-1898)    | Louise van Hessen-Kassel (1817-1898)    |                                         |                                         | Karel XV van Zweden (1826-1872)         | Karel XV van Zweden (1826-1872)         | Karel XV van Zweden (1826-1872) | Karel XV van Zweden (1826-1872) | Karel XV van Zweden (1826-1872)        | Karel XV van Zweden (1826-1872)        | Louise van Oranje-Nassau (1828-1871)   | Louise van Oranje-Nassau (1828-1871)   | Louise van Oranje-Nassau (1828-1871)   | Louise van Oranje-Nassau (1828-1871)   | Louise van Oranje-Nassau (1828-1871) | Louise van Oranje-Nassau (1828-1871) |  |  | Frederik Frans II van Mecklenburg-Schwerin (1823-1883) | Frederik Frans II van Mecklenburg-Schwerin (1823-1883) | Frederik Frans II van Mecklenburg-Schwerin (1823-1883) | Frederik Frans II van Mecklenburg-Schwerin (1823-1883) | Frederik Frans II van Mecklenburg-Schwerin (1823-1883)  | Frederik Frans II van Mecklenburg-Schwerin (1823-1883)  | Auguste van Reuß-Schleitz-Köstritz (1822-1862)          | Auguste van Reuß-Schleitz-Köstritz (1822-1862)          | Auguste van Reuß-Schleitz-Köstritz (1822-1862)          | Auguste van Reuß-Schleitz-Köstritz (1822-1862)          | Auguste van Reuß-Schleitz-Köstritz (1822-1862)           | Auguste van Reuß-Schleitz-Köstritz (1822-1862)           |                                                          |                                                          | Michaël Nikolajevitsj van Rusland (1832-1909)            | Michaël Nikolajevitsj van Rusland (1832-1909)            | Michaël Nikolajevitsj van Rusland (1832-1909) | Michaël Nikolajevitsj van Rusland (1832-1909) | Michaël Nikolajevitsj van Rusland (1832-1909) | Michaël Nikolajevitsj van Rusland (1832-1909) | Cecilia van Baden (1839-1891)                 | Cecilia van Baden (1839-1891)                 | Cecilia van Baden (1839-1891) | Cecilia van Baden (1839-1891) | Cecilia van Baden (1839-1891) | Cecilia van Baden (1839-1891) |  |  |  |  |  |  |  |  |  |  |  |  |  |  |  |  |  |  |  |  |  |  |  |  |  |  |  |  |  |  |  |  |  |  |  |  |  |  |  |  |  |  |  |  |  |  |  |  |
| Christiaan IX van Denemarken (1818-1906) | Christiaan IX van Denemarken (1818-1906) | Christiaan IX van Denemarken (1818-1906) | Christiaan IX van Denemarken (1818-1906) | Christiaan IX van Denemarken (1818-1906) | Christiaan IX van Denemarken (1818-1906) | Louise van Hessen-Kassel (1817-1898)     | Louise van Hessen-Kassel (1817-1898)     | Louise van Hessen-Kassel (1817-1898)     | Louise van Hessen-Kassel (1817-1898)     | Louise van Hessen-Kassel (1817-1898)    | Louise van Hessen-Kassel (1817-1898)    |                                         |                                         | Karel XV van Zweden (1826-1872)         | Karel XV van Zweden (1826-1872)         | Karel XV van Zweden (1826-1872) | Karel XV van Zweden (1826-1872) | Karel XV van Zweden (1826-1872)        | Karel XV van Zweden (1826-1872)        | Louise van Oranje-Nassau (1828-1871)   | Louise van Oranje-Nassau (1828-1871)   | Louise van Oranje-Nassau (1828-1871)   | Louise van Oranje-Nassau (1828-1871)   | Louise van Oranje-Nassau (1828-1871) | Louise van Oranje-Nassau (1828-1871) |  |  | Frederik Frans II van Mecklenburg-Schwerin (1823-1883) | Frederik Frans II van Mecklenburg-Schwerin (1823-1883) | Frederik Frans II van Mecklenburg-Schwerin (1823-1883) | Frederik Frans II van Mecklenburg-Schwerin (1823-1883) | Frederik Frans II van Mecklenburg-Schwerin (1823-1883)  | Frederik Frans II van Mecklenburg-Schwerin (1823-1883)  | Auguste van Reuß-Schleitz-Köstritz (1822-1862)          | Auguste van Reuß-Schleitz-Köstritz (1822-1862)          | Auguste van Reuß-Schleitz-Köstritz (1822-1862)          | Auguste van Reuß-Schleitz-Köstritz (1822-1862)          | Auguste van Reuß-Schleitz-Köstritz (1822-1862)           | Auguste van Reuß-Schleitz-Köstritz (1822-1862)           |                                                          |                                                          | Michaël Nikolajevitsj van Rusland (1832-1909)            | Michaël Nikolajevitsj van Rusland (1832-1909)            | Michaël Nikolajevitsj van Rusland (1832-1909) | Michaël Nikolajevitsj van Rusland (1832-1909) | Michaël Nikolajevitsj van Rusland (1832-1909) | Michaël Nikolajevitsj van Rusland (1832-1909) | Cecilia van Baden (1839-1891)                 | Cecilia van Baden (1839-1891)                 | Cecilia van Baden (1839-1891) | Cecilia van Baden (1839-1891) | Cecilia van Baden (1839-1891) | Cecilia van Baden (1839-1891) |  |  |  |  |  |  |  |  |  |  |  |  |  |  |  |  |  |  |  |  |  |  |  |  |  |  |  |  |  |  |  |  |  |  |  |  |  |  |  |  |  |  |  |  |  |  |  |  |
|                                          |                                          |                                          |                                          |                                          |                                          |                                          |                                          |                                          |                                          |                                         |                                         |                                         |                                         |                                         |                                         |                                 |                                 |                                        |                                        |                                        |                                        |                                        |                                        |                                      |                                      |  |  |                                                        |                                                        |                                                        |                                                        |                                                         |                                                         |                                                         |                                                         |                                                         |                                                         |                                                          |                                                          |                                                          |                                                          |                                                          |                                                          |                                               |                                               |                                               |                                               |                                               |                                               |                               |                               |                               |                               |  |  |  |  |  |  |  |  |  |  |  |  |  |  |  |  |  |  |  |  |  |  |  |  |  |  |  |  |  |  |  |  |  |  |  |  |  |  |  |  |  |  |  |  |  |  |  |  |
|                                          |                                          |                                          |                                          | Frederik VIII van Denemarken (1843-1912) | Frederik VIII van Denemarken (1843-1912) | Frederik VIII van Denemarken (1843-1912) | Frederik VIII van Denemarken (1843-1912) | Frederik VIII van Denemarken (1843-1912) | Frederik VIII van Denemarken (1843-1912) |                                         |                                         |                                         |                                         |                                         |                                         | Louise van Zweden (1851-1926)   | Louise van Zweden (1851-1926)   | Louise van Zweden (1851-1926)          | Louise van Zweden (1851-1926)          | Louise van Zweden (1851-1926)          | Louise van Zweden (1851-1926)          |                                        |                                        |                                      |                                      |  |  |                                                        |                                                        |                                                        |                                                        | Frederik Frans III van Mecklenburg-Schwerin (1851-1897) | Frederik Frans III van Mecklenburg-Schwerin (1851-1897) | Frederik Frans III van Mecklenburg-Schwerin (1851-1897) | Frederik Frans III van Mecklenburg-Schwerin (1851-1897) | Frederik Frans III van Mecklenburg-Schwerin (1851-1897) | Frederik Frans III van Mecklenburg-Schwerin (1851-1897) |                                                          |                                                          |                                                          |                                                          |                                                          |                                                          | Anastasia Michajlovna van Rusland (1860-1922) | Anastasia Michajlovna van Rusland (1860-1922) | Anastasia Michajlovna van Rusland (1860-1922) | Anastasia Michajlovna van Rusland (1860-1922) | Anastasia Michajlovna van Rusland (1860-1922) | Anastasia Michajlovna van Rusland (1860-1922) |                               |                               |                               |                               |  |  |  |  |  |  |  |  |  |  |  |  |  |  |  |  |  |  |  |  |  |  |  |  |  |  |  |  |  |  |  |  |  |  |  |  |  |  |  |  |  |  |  |  |  |  |  |  |
|                                          |                                          |                                          |                                          | Frederik VIII van Denemarken (1843-1912) | Frederik VIII van Denemarken (1843-1912) | Frederik VIII van Denemarken (1843-1912) | Frederik VIII van Denemarken (1843-1912) | Frederik VIII van Denemarken (1843-1912) | Frederik VIII van Denemarken (1843-1912) |                                         |                                         |                                         |                                         |                                         |                                         | Louise van Zweden (1851-1926)   | Louise van Zweden (1851-1926)   | Louise van Zweden (1851-1926)          | Louise van Zweden (1851-1926)          | Louise van Zweden (1851-1926)          | Louise van Zweden (1851-1926)          |                                        |                                        |                                      |                                      |  |  |                                                        |                                                        |                                                        |                                                        | Frederik Frans III van Mecklenburg-Schwerin (1851-1897) | Frederik Frans III van Mecklenburg-Schwerin (1851-1897) | Frederik Frans III van Mecklenburg-Schwerin (1851-1897) | Frederik Frans III van Mecklenburg-Schwerin (1851-1897) | Frederik Frans III van Mecklenburg-Schwerin (1851-1897) | Frederik Frans III van Mecklenburg-Schwerin (1851-1897) |                                                          |                                                          |                                                          |                                                          |                                                          |                                                          | Anastasia Michajlovna van Rusland (1860-1922) | Anastasia Michajlovna van Rusland (1860-1922) | Anastasia Michajlovna van Rusland (1860-1922) | Anastasia Michajlovna van Rusland (1860-1922) | Anastasia Michajlovna van Rusland (1860-1922) | Anastasia Michajlovna van Rusland (1860-1922) |                               |                               |                               |                               |  |  |  |  |  |  |  |  |  |  |  |  |  |  |  |  |  |  |  |  |  |  |  |  |  |  |  |  |  |  |  |  |  |  |  |  |  |  |  |  |  |  |  |  |  |  |  |  |
|                                          |                                          |                                          |                                          |                                          |                                          |                                          |                                          |                                          |                                          | Christiaan X van Denemarken (1870-1947) | Christiaan X van Denemarken (1870-1947) | Christiaan X van Denemarken (1870-1947) | Christiaan X van Denemarken (1870-1947) | Christiaan X van Denemarken (1870-1947) | Christiaan X van Denemarken (1870-1947) |                                 |                                 |                                        |                                        |                                        |                                        |                                        |                                        |                                      |                                      |  |  |                                                        |                                                        |                                                        |                                                        |                                                         |                                                         |                                                         |                                                         |                                                         |                                                         | Alexandrine Augusta van Mecklenburg-Schwerin (1879-1952) | Alexandrine Augusta van Mecklenburg-Schwerin (1879-1952) | Alexandrine Augusta van Mecklenburg-Schwerin (1879-1952) | Alexandrine Augusta van Mecklenburg-Schwerin (1879-1952) | Alexandrine Augusta van Mecklenburg-Schwerin (1879-1952) | Alexandrine Augusta van Mecklenburg-Schwerin (1879-1952) |                                               |                                               |                                               |                                               |                                               |                                               |                               |                               |                               |                               |  |  |  |  |  |  |  |  |  |  |  |  |  |  |  |  |  |  |  |  |  |  |  |  |  |  |  |  |  |  |  |  |  |  |  |  |  |  |  |  |  |  |  |  |  |  |  |  |
|                                          |                                          |                                          |                                          |                                          |                                          |                                          |                                          |                                          |                                          | Christiaan X van Denemarken (1870-1947) | Christiaan X van Denemarken (1870-1947) | Christiaan X van Denemarken (1870-1947) | Christiaan X van Denemarken (1870-1947) | Christiaan X van Denemarken (1870-1947) | Christiaan X van Denemarken (1870-1947) |                                 |                                 |                                        |                                        |                                        |                                        |                                        |                                        |                                      |                                      |  |  |                                                        |                                                        |                                                        |                                                        |                                                         |                                                         |                                                         |                                                         |                                                         |                                                         | Alexandrine Augusta van Mecklenburg-Schwerin (1879-1952) | Alexandrine Augusta van Mecklenburg-Schwerin (1879-1952) | Alexandrine Augusta van Mecklenburg-Schwerin (1879-1952) | Alexandrine Augusta van Mecklenburg-Schwerin (1879-1952) | Alexandrine Augusta van Mecklenburg-Schwerin (1879-1952) | Alexandrine Augusta van Mecklenburg-Schwerin (1879-1952) |                                               |                                               |                                               |                                               |                                               |                                               |                               |                               |                               |                               |  |  |  |  |  |  |  |  |  |  |  |  |  |  |  |  |  |  |  |  |  |  |  |  |  |  |  |  |  |  |  |  |  |  |  |  |  |  |  |  |  |  |  |  |  |  |  |  |
|                                          |                                          |                                          |                                          |                                          |                                          |                                          |                                          |                                          |                                          |                                         |                                         |                                         |                                         |                                         |                                         |                                 |                                 |                                        |                                        |                                        |                                        |                                        |                                        |                                      |                                      |  |  |                                                        |                                                        |                                                        |                                                        |                                                         |                                                         |                                                         |                                                         |                                                         |                                                         |                                                          |                                                          |                                                          |                                                          |                                                          |                                                          |                                               |                                               |                                               |                                               |                                               |                                               |                               |                               |                               |                               |  |  |  |  |  |  |  |  |  |  |  |  |  |  |  |  |  |  |  |  |  |  |  |  |  |  |  |  |  |  |  |  |  |  |  |  |  |  |  |  |  |  |  |  |  |  |  |  |
|                                          |                                          |                                          |                                          |                                          |                                          |                                          |                                          |                                          |                                          |                                         |                                         |                                         |                                         |                                         |                                         |                                 |                                 |                                        |                                        |                                        |                                        |                                        |                                        |                                      |                                      |  |  |                                                        |                                                        |                                                        |                                                        |                                                         |                                                         |                                                         |                                                         |                                                         |                                                         |                                                          |                                                          |                                                          |                                                          |                                                          |                                                          |                                               |                                               |                                               |                                               |                                               |                                               |                               |                               |                               |                               |  |  |  |  |  |  |  |  |  |  |  |  |  |  |  |  |  |  |  |  |  |  |  |  |  |  |  |  |  |  |  |  |  |  |  |  |  |  |  |  |  |  |  |  |  |  |  |  |
|                                          |                                          |                                          |                                          |                                          |                                          |                                          |                                          |                                          |                                          |                                         |                                         |                                         |                                         |                                         |                                         |                                 |                                 | Frederik IX van Denemarken (1899-1972) | Frederik IX van Denemarken (1899-1972) | Frederik IX van Denemarken (1899-1972) | Frederik IX van Denemarken (1899-1972) | Frederik IX van Denemarken (1899-1972) | Frederik IX van Denemarken (1899-1972) |                                      |                                      |  |  |                                                        |                                                        | Knud van Denemarken (1900-1976)                        | Knud van Denemarken (1900-1976)                        | Knud van Denemarken (1900-1976)                         | Knud van Denemarken (1900-1976)                         | Knud van Denemarken (1900-1976)                         | Knud van Denemarken (1900-1976)                         |                                                         |                                                         |                                                          |                                                          |                                                          |                                                          |                                                          |                                                          |                                               |                                               |                                               |                                               |                                               |                                               |                               |                               |                               |                               |  |  |  |  |  |  |  |  |  |  |  |  |  |  |  |  |  |  |  |  |  |  |  |  |  |  |  |  |  |  |  |  |  |  |  |  |  |  |  |  |  |  |  |  |  |  |  |  |